# Basilica pontificia di Santa Maria de Gulia
La basilica di Santa Maria de Gulia, detta anche Santa Maria Assunta, situata a Castellabate paese, risale alla prima metà del XII secolo ed è sorta sulla preesistente cappella basiliana. Il luogo di culto, pur essendo dedicato a santa Maria Assunta, assume il nome di Santa Maria de Gulia. Così chiamata, per aferesi, perché il colle sul quale sorgeva, visto dal mare, sembra un'aquila posante con l'altero rostro rivolto a destra. Il nome potrebbe derivare anche da guglia, cioè cima, vetta.
La chiesa fu consacrata nel 1138, dal beato Simeone quinto abate di Cava, e nel 1988, il 2 agosto è stata elevata a basilica minore grazie all'importanza del ruolo rivestito per il territorio in ambito sia religioso che socioeconomico.

## La struttura e l'interno
In origine la struttura a due navate di stile romanico ha subito varie trasformazioni di stili e di volumetrie. Dopo l'ultimo ampliamento nel Seicento, si presenta suddivisa in tre navate da due serie di quattro archi e con il suo caratteristico campanile tardo-romanico. Dell'epoca romanica conserva anche le monofore e il soffitto a cassettoni, mentre dell'epoca barocca la facciata principale, il transetto e l'abside.

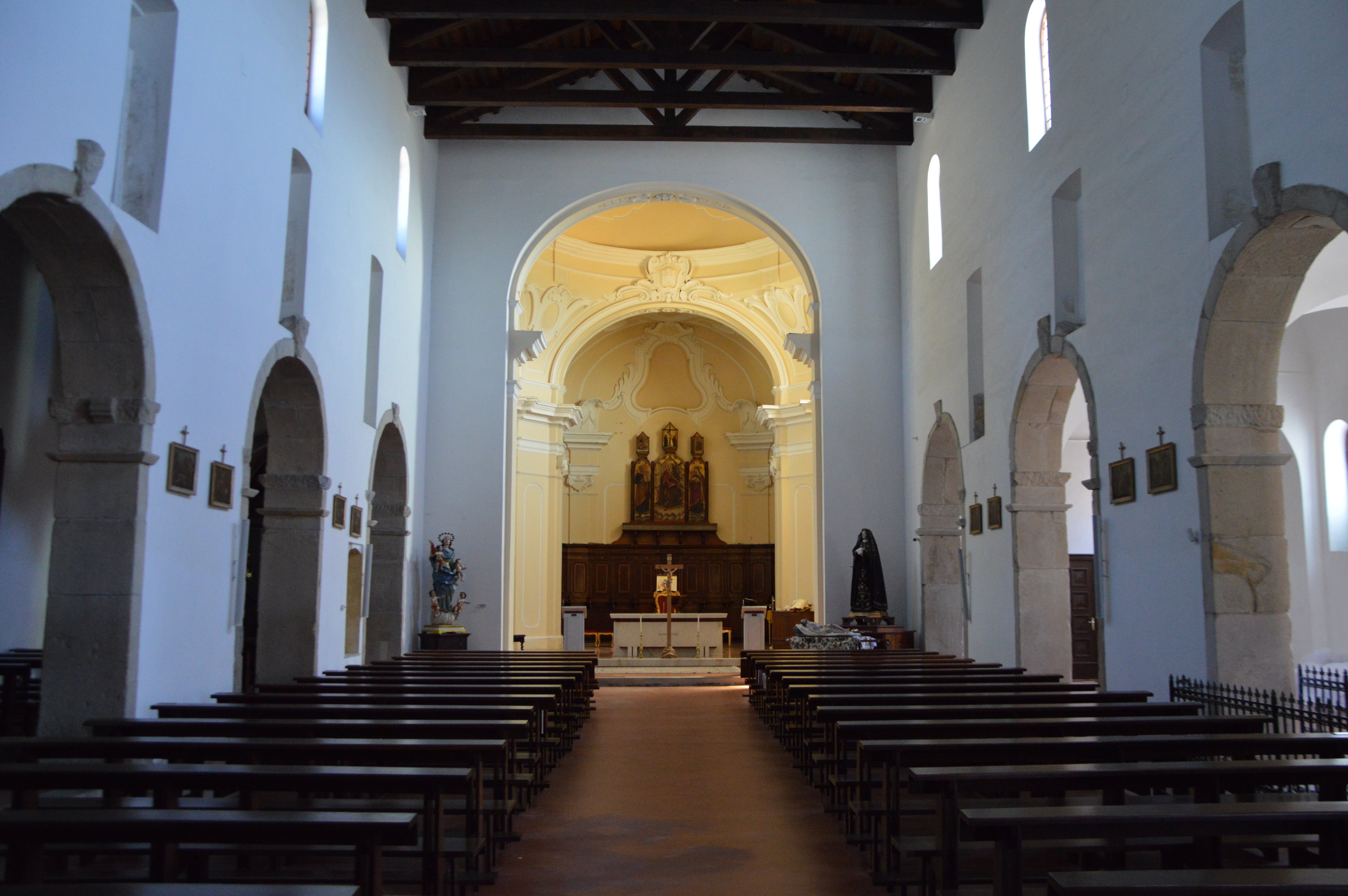
Interno

Al suo interno sono custodite tavole pittoriche ed affreschi di spessore artistico. Un pavimento maiolicato del XV secolo, con quattro esagonette intorno al tozzetto centrale, presenta decorazioni con profili umani di origine islamica e delle scritte allegoriche di sapore tardo gotico. L'opera di maggiore rilievo è il polittico del 1472 di Pavanino da Palermo, che raffigura la Madonna con Bambino in trono, con san Pietro e san Giovanni ai lati, mentre sulla cimasa, in pannelli cuspidali, sono riprodotte la Crocifissione e due scene dell'Annunciazione. Nella navata di destra si trovano: la pila di acqua lustrale del (XII secolo), l'olio su tavola raffigurante Madonna con Bambino tra sant'Agostino e san Francesco di Paola (XVII secolo), l'olio su tavola Madonna del Carmelo con i santi Francesco, Antonio, Rocco e Maria Maddalena (XVII secolo), la scultura lignea della Mater Christi (XVI secolo), il fonte battesimale in marmo (XVI secolo), su cui si trova scolpito l'antico stemma della Università (Castrum Abatis), il pavimento maiolicato (XV secolo), l'olio su tavola di san Michele Arcangelo (XVI secolo), raffigurante l'Arcangelo Michele che trafigge il diavolo sotto le spoglie di una formosa donna con ali di pipistrello e gli arti inferiori di una sirena.
Nella navata di sinistra meritano di essere menzionati: l'olio su tela di santa Caterina d'Alessandria (XVII secolo), il confessionale ligneo (XVII secolo), la scultura lignea del crocifisso e della Madonna Addolorata (XVII secolo), l'affresco raffigurante le tentazioni di sant'Antonio, il mosaico di artisti fiorentini raffigurante san Costabile con la Madonna de Gulia, il busto in bronzo di san Costabile (1662) dell'orafo Aniello Treglia, realizzato con le offerte dei fedeli dopo essere scampati alla peste del 1656. Un altro busto d'argento, custodito nella sacrestia, è stato realizzato nel 1993 dagli argentieri Catello di Napoli, in sostituzione del busto del 1837, eseguito da Mattia Condursi e trafugato negli anni settanta. Infine nell'abside due grandi tele raffiguranti san Lorenzo di Vincenzo De Mita (1798) e san Nicola di Bari di A. De Mita (1798) adornano il transetto.